# DSO Blatenska
DSO Blatenska je dobrovolný svazek obcí v okresu Strakonice, jeho sídlem je Blatná a jeho cílem je regionální rozvoj. Sdružuje celkem 32 obcí a byl založen v roce 2001.

## Obce sdružené v mikroregionu
- Blatná
- Bělčice
- Bezdědovice
- Bratronice
- Březí
- Buzice
- Čečelovice
- Doubravice
- Hajany
- Hlupín
- Hornosín
- Chlum
- Chobot
- Kadov
- Kocelovice
- Lažánky
- Lažany
- Lnáře
- Lom
- Mačkov
- Mečichov
- Myštice
- Předmíř
- Radomyšl
- Sedlice
- Škvořetice
- Tchořovice
- Třebohostice
- Velká Turná
- Záboří
- Uzenice
- Uzeničky